# Campionato mondiale giovanile di scherma 1963
Il Campionato mondiale juniores di scherma del 1963 ("1963 World Juniors Fencing Championships") è stato organizzato dalla Federazione internazionale della scherma e si è svolto a Gand in Belgio dal 11 al 16 aprile.
Nel fioretto, si sono aggiudicati i titoli del campionato mondiale il sovietico Nikoloz Andriadze, che ha battuto in finale il rumeno Ion Drîmbă, e la rumena Ana Pascu che ha avuto la meglio sulla sudafricana Brunhilde Berger.
Nella spada l'austriaco Roland Losert ha battuto in finale il francese Jacques Brodin, ottenendo il titolo mondiale juniores maschile.
Nella sciabola il sovietico Gouran Lordkipanidze prevale sul belga Yves Brasseur.

## Podi

### Uomini
| Specialità  | Oro                  | Argento        | Bronzo              |
| Individuali |                      |                |                     |
| Fioretto    | Nikoloz Andriadze    | Ion Drîmbă     | Jacques Courtillat  |
| Spada       | Roland Losert        | Jacques Brodin | Giovanni Pavese     |
| Sciabola    | Gouran Lordkipanidze | Yves Brasseur  | Pasquale La Ragione |

### Donne
| Specialità  | Oro       | Argento          | Bronzo                      |
| Individuali |           |                  |                             |
| Fioretto    | Ana Pascu | Brunhilde Berger | Catherine Rousselet-Ceretti |

## Medagliere
| Pos.   | Nazione          | Oro | Argento | Bronzo | Totale |
| ------ | ---------------- | --- | ------- | ------ | ------ |
| 1      | Unione Sovietica | 2   | 0       | 0      | 2      |
| 2      | Romania          | 1   | 1       | 0      | 2      |
| 3      | Austria          | 1   | 0       | 0      | 1      |
| 4      | Francia          | 0   | 1       | 2      | 3      |
| 5      | Belgio           | 0   | 1       | 0      | 1      |
| 5      | Sudafrica        | 0   | 1       | 0      | 1      |
| 7      | Italia           | 0   | 0       | 2      | 2      |
| Totale | Totale           | 4   | 4       | 4      | 12     |